# Samantha Esteban
Samantha Esteban (geboren als Samantha Marie Becker, Charlotte, 25 oktober 1979) is een Amerikaans actrice.
Esteban ging als kind naar een modeschool. Toch lag haar passie bij dans en het theater. Ze werd een tienerster toen ze in 1995 een rol kreeg in Saved by the Bell: The New Class. Ze was hierin te zien totdat de serie in 2000 werd stopgezet.
Tijdens de serie had ze ook gastrollen in andere televisieseries. De televisieseries waarin ze toen te zien was, zijn Moesha, Sunset Beach, Promised Land, Touched by an Angel en The Parkers.
Nadat Saved by the Bell: The New Class werd stopgezet, eindigde dit de carrière van Estban niet. In 2001 had ze een kleine rol in de film Training Day en in 2006 werd de film Harsh Times uitgebracht. 
In 2002 was ze als gast te zien in The Twilight Zone en in 2003 acteerde ze ook een aflevering in What I Like About You.
Esteban is erg goed in taekwondo.